# Swiss Super League (2011/2012)
Swiss Super League 2011/2012 (oficjalnie znana jako AXPO Super League ze względów sponsorskich) – 115. edycja najwyższej klasy rozgrywkowej piłki nożnej w Szwajcarii. Brało w niej udział 10 drużyn, które w okresie od 16 lipca 2011 do 23 maja 2012 rozegrały 36 kolejek meczów. Sezon zakończył baraż o miejsce w przyszłym sezonie w Swiss Super League. Tytuł mistrzowski obroniła drużyna FC Basel.

## Drużyny
| Uczestnicy poprzedniej edycji                                                                                 | Uczestnicy poprzedniej edycji | Uczestnicy poprzedniej edycji | Uczestnicy poprzedniej edycji |
| --- | ----------------------------- | ----------------------------- | ----------------------------- |
| BAS | FC Basel                      | 1                             |                               |
| ZUR | FC Zürich                     | 2                             |                               |
| YBO | BSC Young Boys                | 3                             |                               |
| SIO | FC Sion                       | 4                             |                               |
| THU | FC Thun                       | 5                             |                               |
| LUZ | FC Luzern                     | 6                             |                               |
| GRA | Grasshopper Club Zurych       | 7                             |                               |
| NEU | Neuchâtel Xamax               | 8                             |                               |
| Awans z Challenge League 2010/2011                                                                            |                               |                               |                               |
| LAU | FC Lausanne-Sport             | 1                             |                               |
| po barażach                                                                                                   |                               |                               |                               |
| SER | Servette FC                   | 2                             |                               |
| Oznaczenia: - kolumna pierwsza – skróty nazw drużyn, - kolumna trzecia – miejsce zajęte w poprzednim sezonie. |                               |                               |                               |

## Tabela
| Lp. | Drużyna             | M  | Z  | R  | P  | B+ | B- | +/– | Pkt | Kwalifikacja lub spadek                      |
| --- | ------------------- | -- | -- | -- | -- | -- | -- | --- | --- | -------------------------------------------- |
| 1   | Basel (M, P)        | 34 | 22 | 8  | 4  | 78 | 33 | +45 | 74  | Liga Mistrzów UEFA • II runda kwalifikacyjna |
| 2   | Luzern              | 34 | 14 | 12 | 8  | 46 | 32 | +14 | 54  | Liga Europy UEFA • Runda play-off            |
| 3   | Young Boys          | 34 | 13 | 12 | 9  | 52 | 38 | +14 | 51  | Liga Europy UEFA • II runda kwalifikacyjna   |
| 4   | Servette            | 34 | 14 | 6  | 14 | 45 | 53 | −8  | 48  | Liga Europy UEFA • II runda kwalifikacyjna   |
| 5   | Thun                | 34 | 11 | 10 | 13 | 38 | 41 | −3  | 43  |                                              |
| 6   | Zürich              | 34 | 11 | 8  | 15 | 43 | 44 | −1  | 41  |                                              |
| 7   | Lausanne-Sport      | 34 | 8  | 6  | 20 | 29 | 61 | −32 | 30  |                                              |
| 8   | Grasshopper         | 34 | 7  | 5  | 22 | 32 | 66 | −34 | 26  |                                              |
| 9   | Sion (B, O)         | 34 | 15 | 8  | 11 | 40 | 35 | +5  | 17  | Baraże o utrzymanie                          |
| 10  | Neuchâtel Xamax (W) | 18 | 7  | 5  | 6  | 22 | 22 | 0   | 26  | Degradacja do 2. Liga interregional          |

1. ↑  Drużynie FC Sion zostało odebranych 36 punktów za wystawienie do gry nieuprawnionych zawodników w Lidze Europy UEFA[1][2][3].
2. ↑  W styczniu 2012 roku drużynie Neuchâtel Xamax została odebrana licencja, skutkiem czego było wykluczenie tej drużyny z dalszej części rozgrywek[4][5][6]. Wyniki tej drużyny z pierwszej części sezonu zostały zachowane, a wiosenne mecze z jej udziałem zostały odwołane.

## Wyniki
| Gospodarz \ Gość | BAS | GRA | LAU | LUZ | NEU | SER | SIO | THU | YBO | ZÜR | BAS | GRA | LAU | LUZ | NEU | SER | SIO | THU | YBO | ZÜR |
| ---------------- | --- | --- | --- | --- | --- | --- | --- | --- | --- | --- | --- | --- | --- | --- | --- | --- | --- | --- | --- | --- |
| Basel            |     | 4–1 | 6–0 | 1–0 | 2–0 | 3–0 | 3–3 | 2–1 | 1–0 | 1–2 |     | 6–3 | 3–1 | 3–1 |     | 5–0 | 0–0 | 2–1 | 1–2 | 1–0 |
| Grasshopper      | 2–2 |     | 2–0 | 0–1 | 0–1 | 1–4 | 2–1 | 1–0 | 0–3 | 3–0 | 0–2 |     | 0–0 | 2–2 |     | 0–3 | 0–2 | 0–1 | 2–0 | 0–1 |
| Lausanne-Sport   | 2–3 | 2–1 |     | 0–1 | 1–3 | 0–0 | 0–2 | 1–0 | 0–3 | 2–1 | 0–2 | 2–1 |     | 0–0 |     | 3–1 | 1–0 | 1–0 | 0–0 | 0–1 |
| Luzern           | 3–1 | 2–1 | 2–0 |     | 1–2 | 1–2 | 2–0 | 0–0 | 1–1 | 3–1 | 1–1 | 1–0 | 3–2 |     |     | 3–1 | 0–0 | 0–1 | 2–0 | 1–1 |
| Neuchâtel Xamax  | 1–1 | 2–0 | 2–2 | 0–3 |     | 0–0 | 0–3 | 4–0 | 0–0 | 3–1 |     |     |     |     |     |     |     |     |     |     |
| Servette         | 0–4 | 3–4 | 4–2 | 0–2 | 2–1 |     | 0–2 | 1–2 | 1–0 | 0–1 | 2–1 | 3–1 | 0–0 | 2–1 |     |     | 5–2 | 0–2 | 2–1 | 1–1 |
| Sion             | 0–1 | 2–0 | 1–0 | 1–1 | 2–0 | 0–4 |     | 2–0 | 1–2 | 1–0 | 4–3 | 3–2 | 4–2 | 3–0 |     | 5–1 |     | 5–0 | 6–2 | 4–0 |
| Thun             | 1–1 | 3–0 | 5–2 | 3–1 | 0–0 | 3–0 | 0–3 |     | 1–1 | 0–2 | 2–3 | 0–0 | 2–0 | 1–1 |     | 1–0 | 3–4 |     | 2–2 | 2–4 |
| Young Boys       | 1–1 | 0–1 | 4–1 | 1–0 | 4–1 | 1–1 | 1–1 | 0–2 |     | 2–3 | 2–2 | 2–2 | 1–3 | 2–2 |     | 3–1 | 3–5 | 4–0 |     | 1–0 |
| Zürich           | 0–1 | 6–0 | 4–1 | 1–1 | 0–2 | 2–3 | 1–1 | 0–0 | 1–2 |     | 1–5 | 2–0 | 2–0 | 0–0 |     | 0–1 | 0–1 | 1–1 | 2–2 |     |

## Baraże o Super League
Drużyna Sion wygrała 3-1 dwumecz z Aarau wicemistrzem Swiss Challenge League o miejsce w Swiss Super League na sezon 2012/2013.
| 26 maja 2012 | Sion                                        | 3:0   | Aarau |                                                              |
| 15:30        | Dragan Mrdja 58' 82' · Xavier Margairaz 68' | (0:0) |       | Stade Tourbillon, Sion Widzów: 10 800 Sędzia: Stephan Studer |

| 28 maja 2012 | Aarau              | 1:0   | Sion |                                                               |
| 17:00        | Shkelzen Gashi 55' | (0:0) |      | Stadion Brügglifeld, Aarau Widzów: 8 800 Sędzia: Patrick Graf |

## Najlepsi strzelcy
24 bramki
- Alexander Frei (FC Basel)

13 bramek
- Marco Streller (FC Basel)

9 bramek
- Emmanuel Mayuka (BSC Young Boys)
- Vilmos Vanczák (FC Sion)
- Xherdan Shaqiri (FC Basel)
- Matias Vitkieviez (Servette FC / BSC Young Boys)

8 bramek
- Goran Karanović(inne języki) (Servette FC)
- Matt Moussilou (FC Lausanne-Sport)
- Christian Schneuwly(inne języki) (FC Thun)
- Ishmael Yartey(inne języki) (Servette FC)
- Steven Zuber (Grasshopper Club Zürich)

Źródło: transfermarkt

## Stadiony
| Basel          |
| St. Jakob-Park |
| 38 512         |
|                |

| Grasshopper        |
| Letzigrund Stadion |
| 23 605             |
|                    |

| Lausanne-Sport                 |
| Stade Olympique de la Pontaise |
| 15 850                         |
|                                |

| Luzern        |
| Swissporarena |
| 17 500        |
|               |

| Neuchâtel Xamax       |
| Stade de la Maladière |
| 12 000                |
|                       |

| Servette        |
| Stade de Genève |
| 30 084          |
|                 |

| Sion             |
| Stade Tourbillon |
| 16 500           |
|                  |

| Thun       |
| Arena Thun |
| 10 000     |
|            |

| Young Boys               |
| Stade de Suisse Wankdorf |
| 31 783                   |
|                          |

| Zürich             |
| Letzigrund Stadion |
| 23 605             |
|                    |